# Mesosemia hiphia
Mesosemia hiphia är en fjärilsart som beskrevs av Jacob Hübner 1816. Mesosemia hiphia ingår i släktet Mesosemia och familjen Riodinidae. Inga underarter finns listade i Catalogue of Life.